# Prix Paul Selvin
Le Prix Paul Selvin (Paul Selvin Award) est un prix spécial remit par la Writers Guild of America lors de sa remise de prix annuelle. Selon la description, le prix concerne un scénariste dont le script incarne le mieux l'esprit des droits et libertés constitutionnels et civils qui sont indispensables à la survie des écrivains libres partout dans le monde. Ce qui fait que la  grande majorité des lauréats concerne les scripts de téléfilms ou films en rapport avec les affaires judiciaires.
Le prix porte le nom de Paul Selvin qui fut directeur juridique de la guilde.

## Palmarès
En dehors des films au cinéma, il est précisé si le lauréat provient de la télévision.

### Années 1990
- 1990 : Allison Cross – Roe vs. Wade (en) • Téléfilm NBC
- 1991 : Michael Lazarou – Émeutes en Californie (Heat Wave) • Téléfilm TNT
- 1992 : George Stevens Jr. – Separate But Equal (en) • Téléfilm ABC
- 1993 : Cynthia Whitcomb – Présumé coupable (Guilty Until Proven Innocent) • Téléfilm NBC
- 1994 : Gary Ross – Président d'un jour (Dave)
- 1995 : Thomas Baum, Priscilla Prestwidge et Keith Pierce – Witness to the Execution (en) • Téléfilm NBC)
- 1996 : David E. Kelley – Un drôle de shérif (Picket Fences), épisode Final Judgment • Série CBS
- 1997 : Scott Alexander et Larry Karaszewski – Larry Flynt (The People vs. Larry Flynt)
- 1998 : Gregory Poirier – Rosewood
- 1999 : Frank Military – Blind Faith (en)

### Années 2000
- 2000 : Eric Roth et Michael Mann – Révélations (The Insider)
- 2001 : Doug Wright – Quills, la plume et le sang (Quills)
- 2002 : Timothy J. Sexton pour For Love or Country: The Arturo Sandoval Story • Téléfilm HBO
- 2003 : John Wierick et Jacob Krueger – The Matthew Shepard Story • Téléfilm NBC
- 2004 : Jason Horwitch – Les hommes du Pentagone (en) (The Pentagon papers) • Téléfilm FX
- 2005 : Don Payne – Les Simpson (The Simpsons), épisode Le Canard déchaîné (Fraudcast News) • Série Fox
- 2006 : George Clooney et Grant Heslov – Good Night and Good Luck
- 2007 : Non remis
- 2008 : Robert Eisele et Jeffrey Porro – The Great Debaters
- 2009 : Dustin Lance Black – Harvey Milk (Milk)

### Années 2010
- 2010 : Anthony Peckham – Invictus
- 2011 : Jez Butterworth et John-Henry Butterworth – Fair Game
- 2012 : Tate Taylor – La Couleur des sentiments (The Help)
- 2013 : Tony Kushner – Lincoln
- 2014 : Alex Gibney – We Steal Secrets: The Story of WikiLeaks
- 2015 : Margaret Nagle – The Good Lie
- 2016 : John McNamara – Dalton Trumbo (Trumbo)